# Казимир Сольскі
Казимир Кароль Сольскі (25 січня 1900, Пикуловичі — 1940, Катинь) — капітан артилерії польської армії, жертва катинської різанини.

## Біографія
Казимир Сольскі належав до Польської військової організації. Учасник польсько-більшовицької війни 1920 року в лавах 205-го польового артилерійського полку. Випускник артилерійської кадетської школи в Познані в 1922 р. Став професійним офіцером польської армії. Підвищений до звання лейтенанта артилерії зі старшинством 1 січня 1922 р., потім до звання лейтенанта артилерії зі стажем 1 січня 1924 р. Служив у рядах 6-ї (1923, 1924), 13-ї (1928), 5-ї та 9-ї кінно-артилерійських ескадрильї та в 31-му легкому артилерійському полку (1932). Отримав звання лейтенанта в корпусі артилерійських офіцерів зі старшинством 1 січня 1924 р. (У 1928 р. Він був перевірений позицією). Згодом підвищений до звання капітана. Під час служби був серед інших ад'ютантом генерала Владислава Андерса.
Після початку Другої світової війни, вересневої кампанії та агресії СРСР проти Польщі 17 вересня 1939 року він потрапив у полон Червоної Армії і був відправлений до табору військовополонених в Козельську. Записи у знайденому щоденнику його брата Адама, який також був там ув'язнений, свідчать, що вони обоє зустрілись у таборі Когле 5 листопада 1939 р. Навесні 1940 року його доставили до Катина і, ймовірно, вбили 17 квітня 1940 року співробітники обласного управління НКВС у Смоленську та співробітники НКВС, які прибули з Москви за рішенням Політбюро ЦК ВКП (б) 5 березня 1940 р. Похований на польському військовому кладовищі в Катині.
Його дружиною була Галина, уроджена Кавечка. Їхнім сином був Лешек Сольський, який загинув 10 квітня 2010 року в катастрофі польського літака Ту-154 у Смоленську, вирушаючи разом з польською делегацією на святкування 70-ї річниці Катинської різанини.

## Нагороди
- Медаль Незалежності (2 травня 1933 р., За роботу у справі відновлення незалежності)
- Золотий хрест заслуг

## Пам'ять
Міністр національної оборони рішенням № 439 від 5 жовтня 2007 року посмертно підвищив Казимира Сольского до звання майора. Номінація була оголошена 9 листопада 2007 р у Варшаві під час церемонії «Ми пам'ятаємо Катинь — Святкуймо пам'ять героїв».
У початковій школі No1 ім. Янки Битнари в Сянові був посаджений Дуб пам'яті на згадку про Казимира Сольского.
Казимиру Сольскому був присвячений один з епізодів документальної серії під назвою Катинська епітафія (2010).